# Андислебен
Андислебен (њем. Andisleben) општина је у њемачкој савезној држави Тирингија. Једно је од 55 општинских средишта округа Земерда. Према процјени из 2010. у општини је живјело 609 становника. Посједује регионалну шифру (AGS) 16068002.

## Географија
Андислебен се налази у савезној држави Тирингија у округу Земерда. Општина се налази на надморској висини од 155 метара. Површина општине износи 6,8 km². У самом мјесту је, према процјени из 2010. године, живјело 609 становника. Просјечна густина становништва износи 89 становника/km².